# Раддер, Сюзан
Сюзан Раддер (нидерл. Susan Radder; род. 20 марта 1999, Амстердам) — нидерландская актриса кино и телевидения. Наиболее известна по ряду ведущих ролей в художественных фильмах, телефильмах и телесериалах.
В марте 2017 года она стала лауреатом телевизионной премии De tv-beelden в категории «Лучшая женская роль» за удачное создание образа Лике, подростка, страдающего истериками и паническими атаками, в телевизионном фильме «Горизонт» Джанкарло Санчеса. Фильм также стал лауреатом премии «Золотой телёнок» за лучшую телевизионную драму 2016 года. Раддер была номинирована в том же году на «Золотого телёнка» за лучшую женскую роль в теледраме, но не смогла выиграть данную номинацию, уступив более опытной актрисе Насмйе Орал.

## Избранная фильмография
- Галчонок[англ.] (2012) — Йенте
- Викторина[нидерл.] (2012) — Моника
- Обезболивающие[нидерл.] (2014) — Анук
- Джек хочет получить братика[нидерл.] (2015) — Яннеке
- Софи. Жизнь с чистого листа[нидерл.] (2017) — «Бабочка»
- Всё, что вам нужно — это любовь[нидерл.] (2018) — Лили
- Женщины ночи[нидерл.] (2019-2020) — Лулу
- Битва на Шельде[англ.] (2020) — Тентье Виссер
- Захват[нидерл.] (2022) — Роза
- Рождественские яблоки[нидерл.] (2022) — Лике Мейер
- Хорошие девочки[нидерл.] (2024) — Билли